# Chreptowce (Chreptowce)
Chreptowce – kolonia wsi Chreptowce w Polsce, położona w województwie podlaskim, w powiecie sokólskim, w gminie Kuźnica.
W latach 1975–1998 kolonia administracyjnie należała do województwa białostockiego.